# Ерин (Тенеси)
Ерин (енгл. Erin) град је у америчкој савезној држави Тенеси.

## Демографија
По попису из 2010. године број становника је 1.324, што је 166 (-11,1%) становника мање него 2000. године.
| Група             | 2000.         | 2010.         |
| Белци             | 1.284 (86,2%) | 1.183 (89,4%) |
| Афроамериканци    | 155 (10,4%)   | 87 (6,6%)     |
| Азијати           | 0 (0,0%)      | 3 (0,2%)      |
| Хиспаноамериканци | 14 (0,9%)     | 14 (1,1%)     |
| Укупно            | 1.490         | 1.324         |